# Ꚗ
Ꚗ, ꚗ (в Юникоде называется швэ) — буква расширенной кириллицы, использовавшаяся в абхазском языке для обозначения лабиализованного глухого постальвеолярного сибилянта /ʃʷ/. Соответствует нынешнему диграфу Шә. Происходит от буквы Ш.

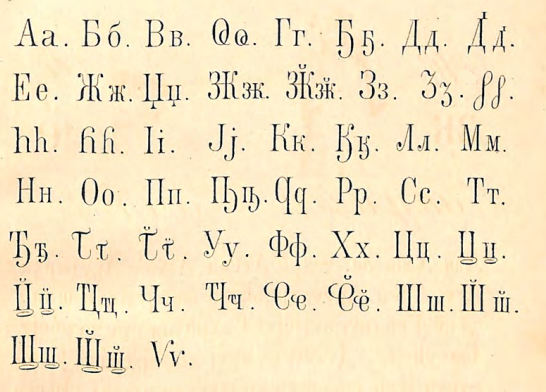
Абхазский алфавит Мачавариани и Гулиа 1892 года